# Enrico Craveri
Enrico Craveri (Torino, 29 maggio 1886 – Torino, 9 novembre 1960) è stato un dirigente sportivo italiano.

## Biografia
Nel 1935 assunse la guida della Juventus, succedendo a Edoardo Agnelli, condividendo la carica di reggente del club torinese durante la guerra d'Etiopia con un ex giocatore e vicepresidente del club, Giovanni Mazzonis. Il suo mandato finì nel 1936.
Venti anni dopo, nel 1954, ritornò a essere reggente della Juventus, succedendo nella massima carica dirigenziale a Gianni Agnelli. Durante il secondo mandato trascorso a capo della Juventus condivise la carica con Luigi Cravetto e Marcello Giustiniani. Nel 1955 fu rimpiazzato nel triumvirato da Umberto Agnelli, il quale divenne presidente nel 1956.